# Salgen
Salgen település Németországban, azon belül Bajorországban. Lakosainak száma 1485 fő (2023. december 31.).

## Népesség
A település népessége az elmúlt években az alábbi módon változott:
| Lakosok száma | 413  | 540  | 462  | 1227 | 1420 | 1418 | 1422 | 1420 | 1469 | 1485 |
|               | 1875 | 1950 | 1975 | 1987 | 2012 | 2014 | 2016 | 2017 | 2021 | 2023 |